# Santo Tomas (Davao do Norte)
Santo Tomas é um município de  primeira classe de renda municipal (d) na província Davao do Norte, nas Filipinas. De acordo com o censo de 1 de maio  de  2020 possui uma população de 128 667 pessoas e 30 750 domicílios.